# ジャウアド・ガリブ
ジャウアド・ガリブ（アラビア語: جواد غريبローマ字:Jaouad Gharib、1972年5月22日 - ）は、モロッコの陸上競技選手。2008年北京オリンピックの銀メダリストである。アトラス山脈中部ヘニフラ出身のベルベル人である。

## 経歴
ガリブは、長距離を専門とする選手で、競技を始めたのは22歳からと遅かった。2001年のエドモントンの世界選手権では10000mで11位、また同年のハーフマラソンの世界選手権では9位という成績に終わっている。しかし、翌2002年のハーフマラソンの世界選手権では1時間00分42秒で2位となり銀メダルを獲得した。
ガリブは、その後マラソンを中心に活躍する。2003年のロッテルダムマラソンでは2時間9分15秒で6位となったものの、同年のパリで開催された世界選手権では2時間8分31秒で金メダルを獲得。20年前の第1回大会でオーストラリアのロバート・ド・キャステラが作った大会記録を更新した。
翌2004年のロンドンマラソンでは、自己ベストとなる2時間07分01秒で3位となるが、8月のアテネオリンピックでは、2時間15分12秒で11位と、入賞することもできず敗退した。
2005年、2年連続で出場したロンドンマラソンで2時間07分49秒で前年を上回る2位の成績を収めると、8月のヘルシンキの世界選手権では、2時間10分10秒で金メダルを獲得。1997年、1999年大会を連覇したスペインのアベル・アントン以来の大会2連覇を達成した。2006年以降、ロンドンマラソンほかで上位に入賞を果たしているもの勝利することはなかった。
しかし、2008年北京オリンピックでは、序盤からハイペースの先頭集団に最後まで食らいつき、2時間07分16秒で、ケニアのサムエル・ワンジルに次ぎ銀メダルを獲得。モロッコに、1960年のラディ・ベン＝アブデセラムの銀メダル以来48年ぶりのマラソンのメダルをもたらした。
2009年のロンドンマラソンでは、最初の5kmを14分8秒で入る超ハイペースのレースの中、北京五輪でメダルを争ったサムエル･ワンジル、ツェガエ・ケベデらと競り合い、2時間5分27秒の自己新記録を記録した。

## 自己ベスト
- 3000m - 7分39秒22 (2001年)
- 5000m - 13分19秒69 (2001年)
- 10000m - 27分29秒51 (2001年)
- ハーフマラソン - 59分59秒 (2009年)
- マラソン - 2時間05分27秒 (2009年)

## 主な実績
| 年   | 大会                           | 場所                      | 種目           | 結果 | 記録          |
| ---- | ------------------------------ | ------------------------- | -------------- | ---- | ------------- |
| 2001 | 世界陸上選手権                 | エドモントン(カナダ)      | 10000m         | 11位 | 28分05秒45    |
| 2001 | IAAF世界ハーフマラソン選手権   | ブリストル(イギリス)      | ハーフマラソン | 9位  | 1時間01分41秒 |
| 2002 | IAAF世界ハーフマラソン選手権   | ブリュッセル(ベルギー)    | ハーフマラソン | 2位  | 1時間00分42秒 |
| 2002 | IAAF世界クロスカントリー選手権 | ダブリン(アイルランド)    | ロングレース   | 10位 | 35分57秒      |
| 2002 | アフリカ陸上選手権             | ラデス(チュニジア)        | 10000m         | 8位  | 28分57秒12    |
| 2003 | 世界室内陸上選手権             | バーミンガム(イギリス)    | 3000m          | 12位 | 8分01秒01     |
| 2003 | ロッテルダムマラソン           | ロッテルダム(オランダ)    | マラソン       | 6位  | 2時間09分15秒 |
| 2003 | IAAF世界クロスカントリー選手権 | ローザンヌ(スイス)        | ロングレース   | 23位 | 38分06秒      |
| 2003 | 世界陸上選手権                 | パリ(フランス)            | マラソン       | 1位  | 2時間08分31秒 |
| 2004 | ロンドンマラソン               | ロンドン(イギリス)        | マラソン       | 3位  | 2時間07分12秒 |
| 2004 | オリンピック                   | アテネ(ギリシャ)          | マラソン       | 11位 | 2時間15分12秒 |
| 2005 | ロンドンマラソン               | ロンドン(イギリス)        | マラソン       | 2位  | 2時間07分49秒 |
| 2005 | 世界陸上選手権                 | ヘルシンキ(フィンランド)  | マラソン       | 1位  | 2時間10分10秒 |
| 2006 | ロンドンマラソン               | ロンドン(イギリス)        | マラソン       | 8位  | 2時間08分45秒 |
| 2006 | 福岡国際マラソン               | 福岡(日本)                | マラソン       | 3位  | 2時間07分19秒 |
| 2007 | ロンドンマラソン               | ロンドン(イギリス)        | マラソン       | 4位  | 2時間07分54秒 |
| 2007 | シカゴマラソン                 | シカゴ ( アメリカ合衆国 ) | マラソン       | 2位  | 2時間11分11秒 |
| 2008 | オリンピック                   | 北京(中国)                | マラソン       | 2位  | 2時間07分16秒 |
| 2009 | ロンドンマラソン               | ロンドン(イギリス)        | マラソン       | 3位  | 2時間05分27秒 |